# Frontière entre le Malawi et la Tanzanie
La frontière  entre la Tanzanie et le Malawi est une frontière internationale qui sépare le Malawi de la Tanzanie en Afrique de l'Est. La majeure partie de la frontière est marquée par une rivière nommée Songwe. Cette rivière prend sa source dans les montagnes situées au sud-ouest du Mont Rungwe et de la ville de Tukuyu. C'est une rivière au fort débit dont certains méandres peuvent évoluer au cours des années. La frontière connaît donc de petites variations de tracé. Un projet de construction d'un barrage pour réguler le débit de la rivière est en cours.
La frontière se poursuit ensuite dans le Lac Malawi, jusqu'à sa rencontre avec la frontière terrestre entre le Mozambique et la Tanzanie et à la frontière entre le Malawi et le Mozambique au milieu du lac.
En 1890, par le Traité Heligoland-Zanzibar, les deux puissances coloniales le Royaume-Uni (pour le Nyassaland devenu Malawi) et l'Allemagne (pour le Tanganyika devenu Tanzanie) se mettent d'accord pour considérer que la frontière court le long de la rive tanzanienne du lac. Les nouveaux États lors de leur accession à l'indépendance ont décidé de ne pas remettre en cause le tracé des frontières coloniales.
Un différend territorial, remontant à l'époque coloniale, oppose les deux pays au sujet de la frontière du lac Malawi. Le Malawi revendique la juridiction sur l'ensemble du lac, jusqu'à la côte tanzanienne, tandis que la Tanzanie soutient que la frontière devrait suivre la ligne médiane du lac. Le conflit a été ravivé en 2012 lorsque le Malawi a accordé une licence à une société britannique pour la prospection pétrolière sur le lac. L'absence de progrès dans les négociations a conduit à la saisine de la Cour internationale de justice.